# Crocker Edmund Barrington
Crocker Edmund Barrington, britanski general, * 1898, † 1944.